# 유그드라 유니온
《유그드라 유니온》은 스팅이 개발한 전략 롤플레잉 게임이다. 스팅이 제작하는 《Dept. Heaven》 시리즈의 두 번째 에피소드에 해당하는 작품으로, 게임보이 어드밴스용으로 일본서 2006년 3월 23일 처음 출시됐다. 2008년에 그래픽을 개선하고 게임플레이를 조정한 플레이스테이션 포터블판이 발매됐으며, 2019년에 이를 바탕으로 하여 쉬운 난이도를 추가한 모바일판이 안드로이드 및 iOS용으로 출시됐다. 2020년에는 닌텐도 스위치판이 발매됐다. 대한민국에는 아크 시스템 웍스가 닌텐도 스위치판을 2021년 4월 22일 출시했다.
2009년 닌텐도 DS로 외전작 《유그드라 유니슨》, 2010년에는 프리퀄에 해당하는 《블레이즈 유니슨》이 플레이스테이션 포터블용으로 제작돼 출시됐다.

## 개발
《유그드라 유니온》의 개발진은 총 25명으로 구성된 소규모 팀이었다. 《약속의 땅 리비에라》를 기획한 이토 신이치가 다시 디자인을 맡으며, 그 외에 《약속의 땅 리비레아》의 작곡가 아다치 미노코와 하야시 시게키, 프로그래머 이시카와 마사노리 또한 본작에 참여했다. 게임 내 카드 일러스트는 토베 스나호와 키유두키 사토코가 담당했다.

## 참조
1. ↑  영어: Yggdra Union: We'll Never Fight Alone, 일본어: ユグドラ・ユニオン